# Sant Martí de Viladrau
Sant Martí de Viladrau és una església amb elements romànics i barrocs de Viladrau (Osona) inclosa a l'Inventari del Patrimoni Arquitectònic de Catalunya.

## Descripció

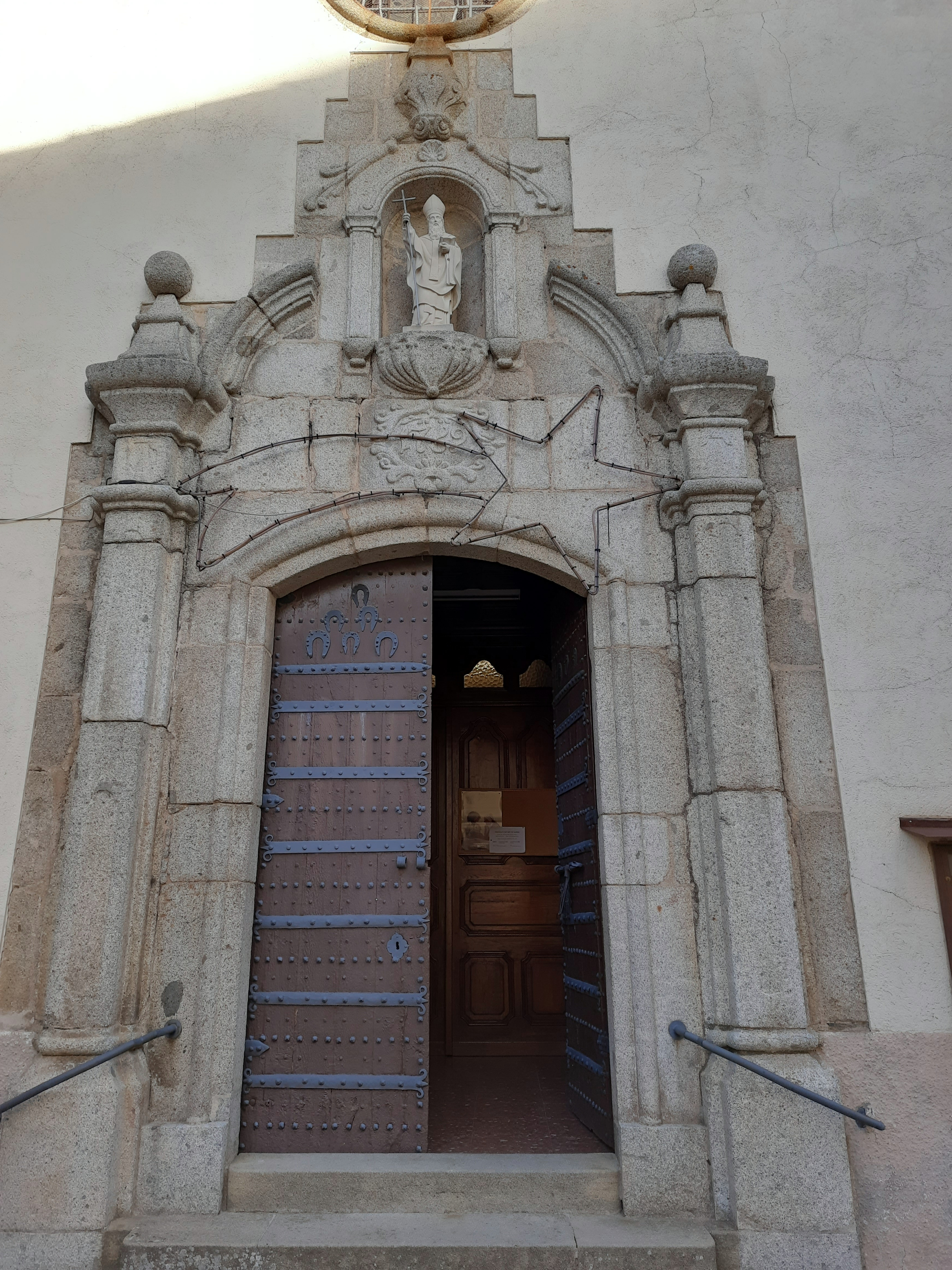

Església de tres naus, separades per grans arcs de mig punt sobre pilars de base octogonal. El presbiteri és pla. La façana principal és centrada per la portalada barroca (amb la data 1769), feta de carreus ben escairats (la resta de la façana és arrebossada) amb la imatge de Sant Martí. Sobre d'aquesta hi ha un òcul. La teulada és a dues aigües. Tota l'església, tant per dins com per fora està arrebossada de color blanc. Dins l'església, entrant a mà drdeta, es conserven dos arcs romànics, que podrien correspondre a un atri de l'antiga església romànica. Al costat esquerre de l'església s'alça un campanar, de base quadrangular, amb els cossos superiorsde base vuitavada. Té finestres d'arc apuntat i és coronat per una teulada també de base vuitavada i amb molt pendent.

## Història
Aquesta església es trobava dins el terme del castell de Taradell. És documentada des de 908, ja amb funcions de parroquial, i el 1042, amb el nom complet: Sant Martí de Vilaredral.
De l'edifici consagrat el 1086 es conserva l'àmbit de la nau central; potser el segle xii, se li afegí un atri. Sembla que l'ampliació començà el segle xvi (capelles de Sant Sebastià i del Roser) i s'allargà fins al segle xviii en què es construïren les dues naus laterals; la façana i el campanar possiblement són del 1769.